# Genevilla
Genevilla è un comune spagnolo di 111 abitanti situato nella comunità autonoma della Navarra.